# Ford Explorer EV

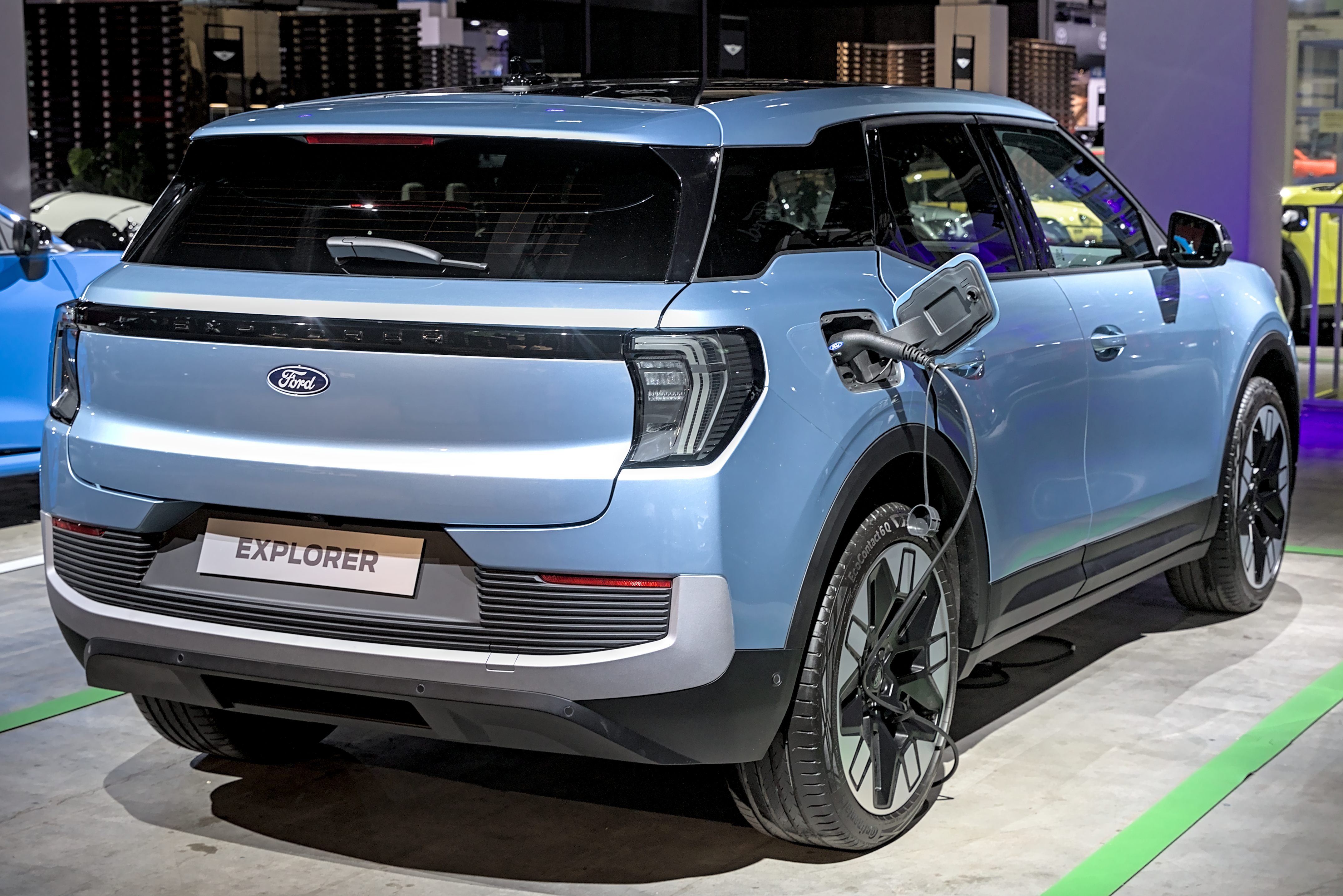
Vue de l'arrière

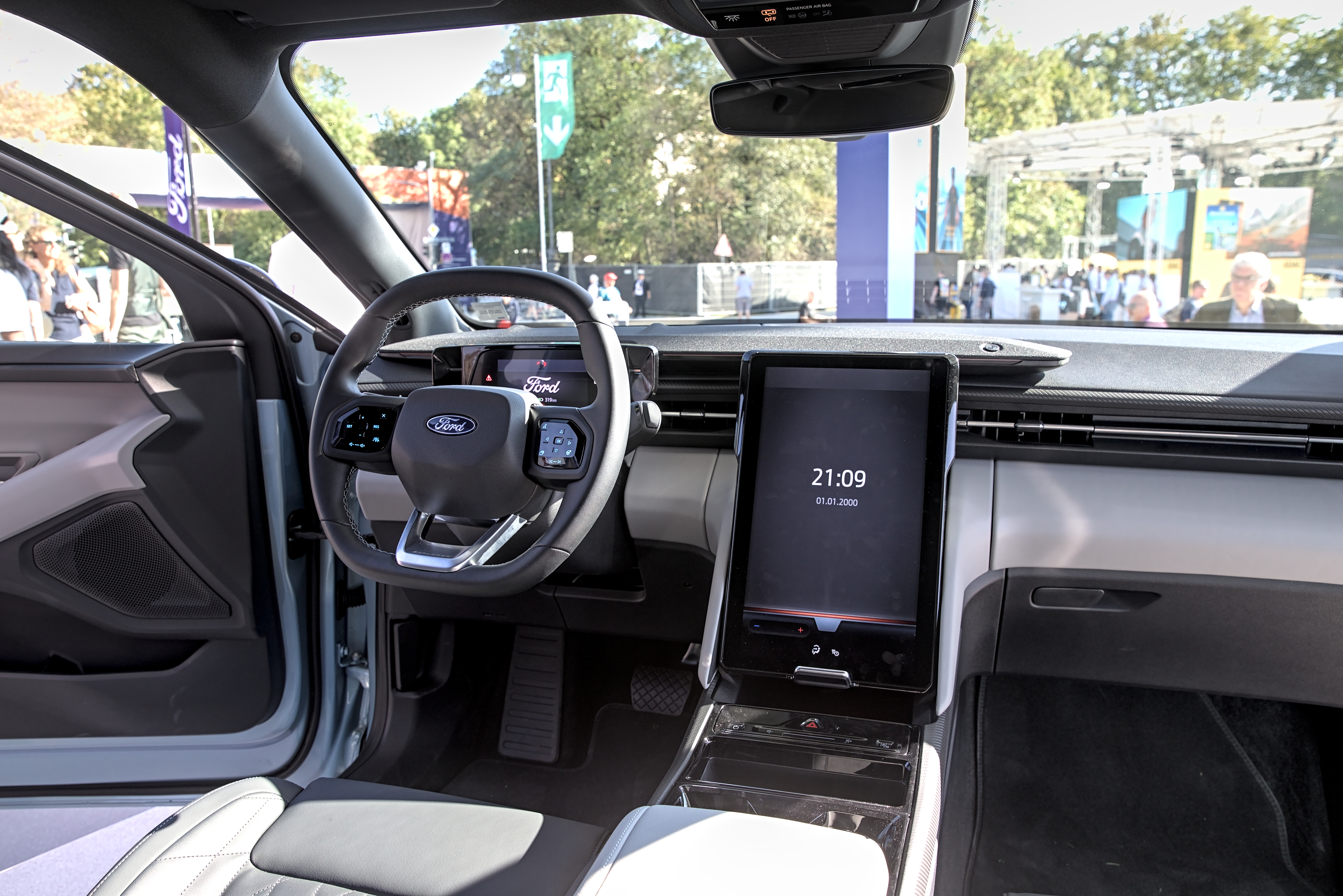
Intérieur

Le Ford Explorer (ou Explorer EV) est un SUV compact 100 % électrique du constructeur automobile américain Ford produit à partir de 2024 à Cologne, en Allemagne et destiné exclusivement au marché européen.
L'Explorer EV, qui repose sur la plate-forme MEB de Volkswagen, est le second véhicule de la branche électrique Ford Model e, après la Mustang Mach-E.
Il ne remplace pas l'Explorer américain, qui continue sa commercialisation aux États-Unis, mais n'est plus commercialisé en Europe.

## Présentation
L'Explorer Electric est présenté le 21 mars 2023 et commercialisé à partir de mars 2024. La version Standard Range est lancée dans un second temps, en septembre 2024.

## Caractéristiques techniques
L'Explorer repose sur la plateforme technique modulaire MEB de son cousin Volkswagen ID.4, puisque les deux constructeurs se sont associés pour construire des véhicules électriques. Mais les moteurs électriques et les packs de batteries sont développés spécifiquement par Ford.

### Habitacle
L'Explorer dispose d'un écran central de 14,6 pouces, doté du système SYNC Move 2, qui peut s'incliner manuellement sur plus de 30 degrés pour améliorer sa visibilité et limiter les reflets. Le coffre offre 450 dm3 de volume, et un rangement disposé entre les sièges avant appelé « MegaConsole » d'une capacité de 17 litres permet de ranger un ordinateur portable de 15 pouces ou trois bouteilles d’eau 1,5 litre.

### Motorisations
| Logo de Ford                                  | Ford Explorer EV,        | Ford Explorer EV,        | Ford Explorer EV,         |
| Logo de Ford                                  | RWD Standard Range       | RWD Extended Range       | AWD Extended Range        |
| --------------------------------------------- | ------------------------ | ------------------------ | ------------------------- |
| Puissance moteur (kW)                         | 125                      | 210                      | 250                       |
| Puissance maximale (ch)                       | 170                      | 286                      | 340                       |
| Couple maximal (N m)                          | 310                      | 545                      | avant : 134 arrière : 545 |
| Vitesse maximale (km/h)                       | 160                      | 180                      | 180                       |
| 0-100 km/h (s)                                | 8,7                      | 6,4                      | 5,3                       |
| Transmission                                  | Propulsion               | Propulsion               | Intégrale                 |
| Masse à vide (kg)                             | 1833                     | 2015                     | 2134                      |
| Norme environnementale                        | Euro 6d-Temp             | Euro 6d-Temp             | Euro 6d-Temp              |
| Batterie                                      |                          |                          |                           |
| Type                                          | Lithium-ion NMC          | Lithium-ion NMC          | Lithium-ion NMC           |
| Capacité brute (kWh)                          | 55                       | 82                       | 84                        |
| Capacité nette (kWh)                          | 52                       | 77                       | 79                        |
| Autonomie (WLTP) (km)                         | 357 - 378                | 572 - 602                | 532 - 566                 |
| Consommation mixte (kWh/100 km)               |                          | 13,9                     | 16,6                      |
| Poids (kg)                                    | 2490                     | 2675                     | 2740                      |
| Puissance maximale de charge                  |                          |                          |                           |
| en courant alternatif monophasé (AC) (kW)     | 7,4                      | 7,4                      | 7,4                       |
| en courant alternatif triphasé (AC) (kW)      | 11                       | 11                       | 11                        |
| en courant continu (DC) (kW)                  | 145                      | 135                      | 185                       |
| Temps de recharge                             |                          |                          |                           |
| sur une prise Wallbox 3,7 kW (AC) (0 à 100 %) |                          |                          |                           |
| sur une borne 11 kW (AC) (0 à 100 %)          |                          |                          |                           |
| sur une borne 350 kW (DC) (10 à 80 %)         | 25 minutes (145 kW max.) | 28 minutes (135 kW max.) | 26 minutes (185 kW max.)  |
| Type de prise                                 | Combo CCS                | Combo CCS                | Combo CCS                 |

### Batteries
Trois packs de batteries sont proposés avec une capacité de 52, 77 ou 79 kWh.

## Finitions
L'Explorer est disponible en 2 finitions au lancement :
- Explorer
  - Système multimédia intégrant Bluetooth, écran tacile de 14,6” avec navigation connectée et assistant vocal Alexa
  - Apple CarPlay et Android Auto
  - Ordinateur de bord
  - Banquette arrière 60/40
  - Chargeur de smartphone à induction
  - Siège conducteur à réglages électriques
  - Volant chauffant
  - Phares et essuie-glaces automatiques
  - Jantes alliage de 19”
  - Phares 100 % LED
  - Vitres arrière surteintées
  - Planche de coffre réglable
  - Vitres et rétroviseurs électriques
  - Climatisation automatique bizone
  - Accès et démarrage sans clé
  - Aide au strationnement avant et arrière
  - 7 airbags
  - Caméra de recul
  - Affichage des panneaux de signalisation
  - Aide au maintien dans la voie
  - Alerte angles morts
  - Freinage automatique d'urgence
  - Régulateur de vitesse adaptatif et limiteur de vitesse
- Pack Premium (en plus d'Explorer)
  - Jantes alliage de 20”
  - Phares Matrix LED ;
  - Sièges avant Sport
  - Éclairage d'ambiance
  - Hayon mains libres
  - Système audio B&O avec caisson de basse et barre de son

En mars 2025, Ford annonce de nouvelles finitions Style et Select, de nouveaux packs d’options, ainsi qu’un changement au niveau des équipements de série, dont le système audio B&O, qui devient une option.

## Couleurs
L'Explorer est disponible dans 6 teintes de carrosserie :
- Bleu Arctic ;
- Bleu My Mind ;
- Blanc Glacier ;
- Noir Agate ;
- Gris Magnetic ;
- Rouge Lucid.